# Нижняя Липовка (Волгоградская область)
Нижняя Липовка — село в Камышинском районе Волгоградской области, в составе Терновского сельского поселения.
Население — 14 чел. (2010)

## История
Основано в конце XVIII века. Заселено государственными крестьянами, великороссами. Село относилось к Камышинской волости Камышинского уезда Саратовской губернии. Село составляло единое сельское общество с Верхней Липовкой.
С 1928 года — в составе Липовского сельсовета Камышинского района Камышинского округа (округ ликвидирован в 1934 году) Нижневолжского края (впоследствии Сталинградского края, с 1936 года — Сталинградской области, с 1961 года — Волгоградской области). В 1954 году включено в состав Терновского сельсовета (с 2005 года сельский совет преобразован в Терновское сельское поселение).

## География
Село находится в лесостепи, в пределах восточной покатости Приволжской возвышенности, являющейся частью Восточно-Европейской равнины, на западном берегу Волгоградского водохранилища, при балке Писарева (ранее известна как река Липовка) на высоте около 20 метров над уровнем моря. Рельеф местности холмисто-равнинный, сильно расчленённый балками и оврагами. Почвы каштановые.
По автомобильным дорогам расстояние до районного центра города Камышин — 15 км, до областного центра города Волгоград — 210 км, до Верхней Липовки — 4 км.
Часовой пояс
Нижняя Липовка, как и вся Волгоградская область, находится в часовой зоне МСК (московское время). Смещение применяемого времени относительно UTC составляет +3:00.

## Население
Динамика численности населения
| 1886 | 1891 | 1894 | 1897 | 1911 | 2002 |
| ---- | ---- | ---- | ---- | ---- | ---- |
| 555  | 625  | 634  | 619  | 775  | 12   |

| 2010 |
| ---- |
| 14   |